# سامسون أكينيولا
سامسون أكينيولا (مواليد 3 مارس 2000) هو لاعب كرة قدم من بنين يلعب كمهاجم لنادي الدوري المصري الممتاز الزمالك. مثل بنين في تصفيات كأس الأمم الأفريقية تحت 20 سنة 2019. ويحمل أيضًا الجنسية النيجيرية.

## روابط خارجية
- سامسون جالاكسي على موقع قاعدة بيانات كرة القدم.إي يو (الإنجليزية)
- سامسون جالاكسي على موقع Soccerway.com (الإنجليزية)